# Universiteit van Maseno
De Universiteit van Maseno (Engels: Maseno University, Swahili: Chuo Kikuu cha Maseno) is een openbare universiteit in Maseno, een stad in het westen van Kenia, in de provincie Nyanza. De universiteit heeft zo'n 8.000 studenten. De rector van de universiteit is Michael Joseph, maar de dagelijkse leiding is in handen van vice-rector Dominic Makawiti.
De universiteit komt voor in de rankings als de nummer 6 universiteit van Kenia, nummer 126 van Afrika en nummer 7381 van de wereld, en is lid van de Vereniging van Universiteiten van het Gemenebest en de Vereniging van Afrikaanse Universiteiten.

## Geschiedenis

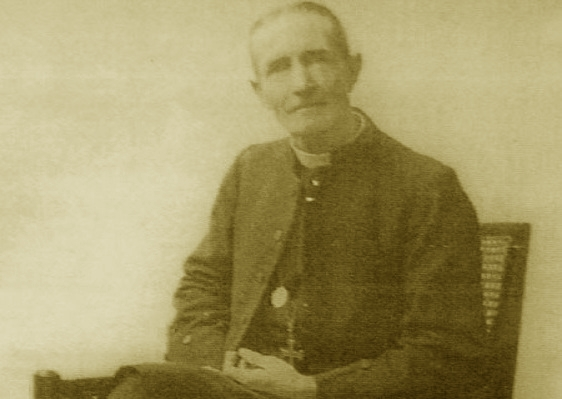
J.J. Willis

In 1906 richtte de Engelse geestelijke J.J. Willis een school op voor kinderen uit de omgeving. De eerste vier leerlingen begonnen in datzelfde jaar en leerden er metselen, timmeren en rekenen. In 1909 eisten - en kregen - de studenten eenzelfde programma als Europese studenten. Vanaf 1911 werden alle familiehoofden verplicht om hun oudste zoon naar deze school te sturen, wat leidde tot een studentenpopulatie van 150 scholieren. In dat jaar kreeg de school de naam Maseno High School.
In 1990 werd de school, samen met het Siriba Teachers College en het Government Training Institute samengevoegd tot Maseno University College, dat onderdeel werd van Moi University in Eldoret. In 2000 werd er in Kenia een wet aangenomen die regelt dat Maseno University College vanaf 2001 een onafhankelijke universiteit is. Vanaf dat jaar is de naam dan ook Universiteit van Maseno. Ook werd de universiteit in de jaren daarna uitgebreid met nieuwe campussen en constituent colleges.

## Campussen
De universiteit heeft drie campussen:
- Maseno Main Campus
- Homa Bay Campus
- eCampus, een virtuele leeromgeving voor studenten

## Schoolsencolleges
De Universiteit van Maseno bestaat uit schools, een college en een university college. 

### Schools
- School voor sociale wetenschappen
- School voor educatie
- School voor natuurwetenschappen
- School voor volksgezondheid en -ontwikkeling
- School voor milieu en geologie
- School voor ontwikkeling en strategie
- School voor Graduate Studies
- School voor bedrijfskunde en economie
- School voor geneeskunde
- School voor landbouwkunde en voedselveiligheid
- School voor (verzekerings-) wiskunde
- School voor informatica

## Faciliteiten
Omdat de universiteit in een afgelegen gebied ligt, biedt ze slaapplaatsen voor studenten aan. Daarnaast wordt er ook voor catering gezorgd. De universiteit beschikt over een groot station waarin gesport wordt. Ook is er op elke campus een universiteitsbibliotheek aanwezig.

### Hotel
Sinds 2004 heeft de Universiteit van Maseno haar eigen hotel. Het aantal bedden was toen 40, maar is opgelopen tot 80 in de afgelopen jaren. Het hotel wordt gebruikt voor studenten in de richtingen hotelonderwijs, ecotoerisme en instellingsmanagement. 

## Studentenvereniging
De Student Organization of Maseno University (SOMU) is een vereniging voor studenten van de Universiteit van Maseno. De vertegenwoordigers van deze vereniging behartigen de belangen van de leden. Elk jaar worden er verkiezingen gehouden waarbij een nieuw bestuur wordt gekozen. Naast deze vereniging zijn er nog enkele andere studentenclubs.
Studenten kunnen ook plaatsnemen in studentenraden, die betrokken zijn in de medezeggenschap in de universiteit. Drie mentoren voorzien de studentleden van deze raden van advies.

## Wetenswaardigheden
- De Universiteit van Maseno is de enige universiteit ter wereld die op de evenaar ligt (coördinaten: 0° 00′ 24″ ZB, 34° 35′ 47″ OL).[1]